# Romowie w Polsce

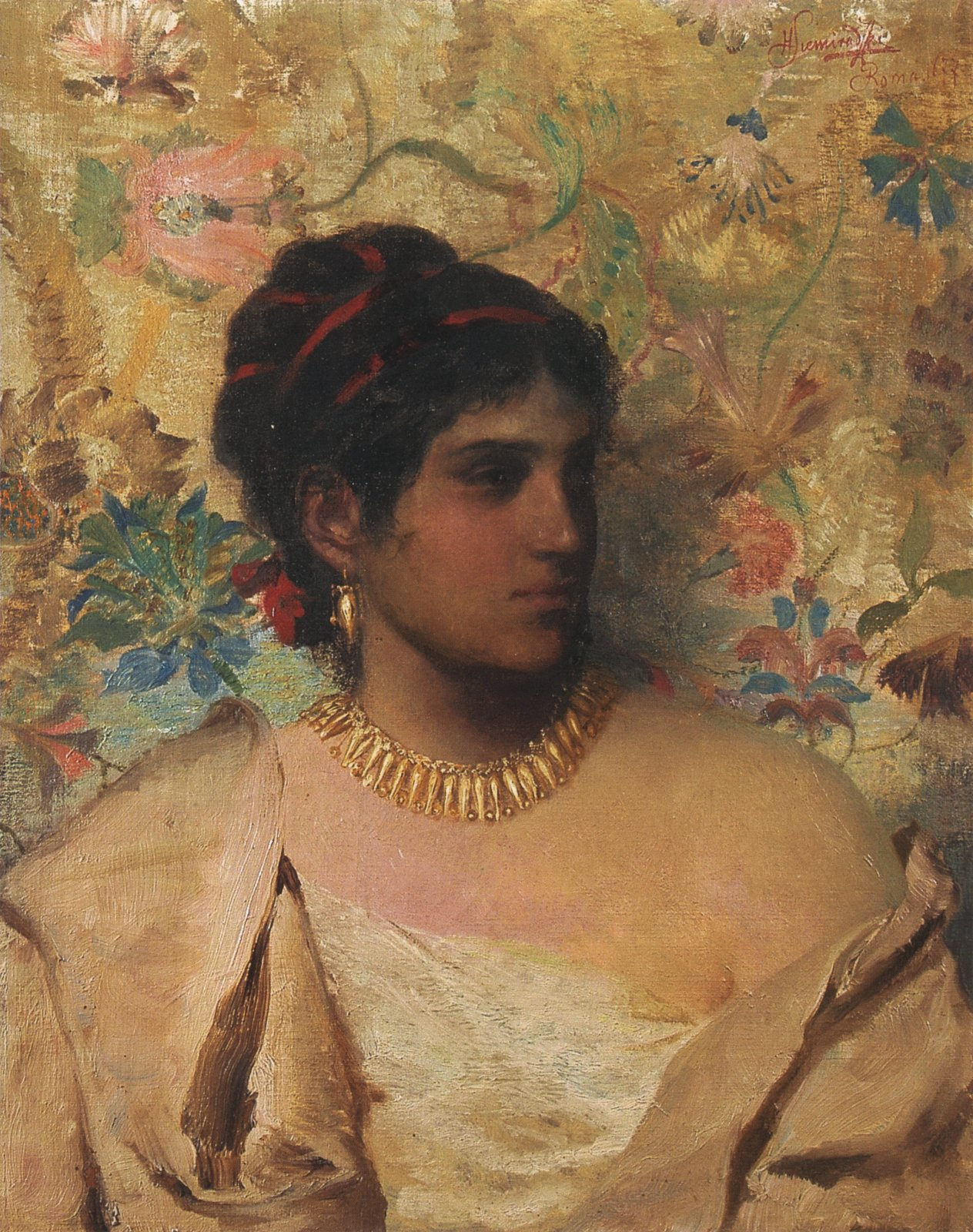
Cyganka – obraz Henryka Siemiradzkiego z 1877 r.

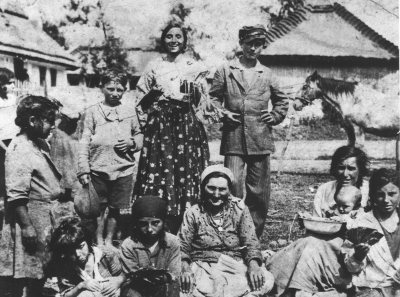
Bronisława Wajs-Papusza z grupą Romów, lata 30. XX w.

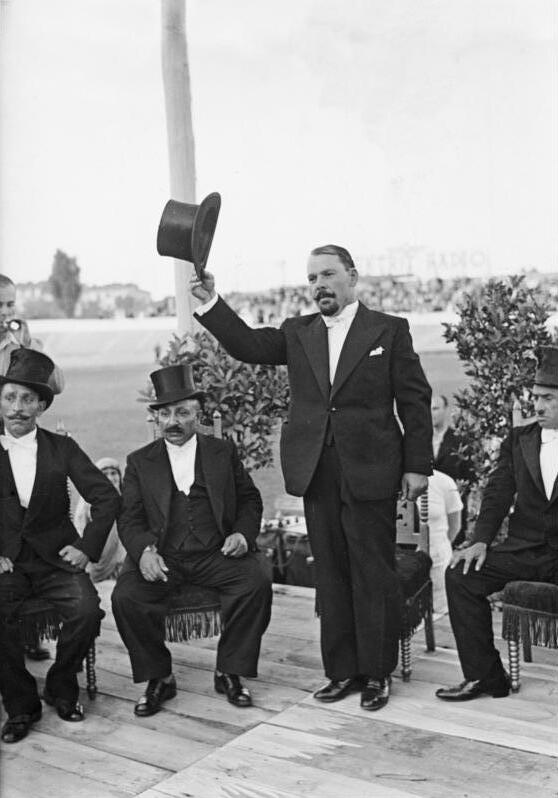
Koronacja króla Cyganów Janusza Kwieka w Warszawie, 1937 r.

Polscy Romowie – mniejszość etniczna uznana w prawie polskim. Według Narodowego Spisu Powszechnego z 2011 roku narodowość romską zadeklarowało 17 049 osób, z czego 9899 jako jedyną. Natomiast według „Ethnologue” w Polsce językiem romskim posługuje się ponad 35 tysięcy osób.

## Historia
Pierwsze wzmianki o obecności Romów w Europie pojawiają się w XI wieku w „Żywocie świętego Jerzego” a nazwiska Cygan i Czygan widniejące na piętnastowiecznych spisach ludności, mogą sugerować pierwsze korowody wozów romskich na terenach Królestwa Polskiego. Lud koczowniczy, żyjący głównie z wróżbiarstwa i łupiestwa z czasem zaczął siać niepokój w Europie Zachodniej i rozpoczęły się migracje na wschód Europy. Nastąpił pewien zwrot w stosunkach polsko-romskich wraz z początkiem wieku XVI, kiedy to Europa wręcz wrzała od edyktów antyromskich (m.in. dokumenty z lat 1496 i 1557, podpisane na sejmach w Niemczech) Nowe, ogromne grupy Romów skazanych na banicję pojawiały się w Polsce. Pierwsze dokumenty regulujące sytuację Romów w Polsce pojawiają się długo po ich przybyciu dlatego przez lata mogli przemierzać jej ziemie nieciemiężeni, unikając pańszczyzny i przywiązania do ziemi. Z czasem sytuacja Romów zmieniła się, ponieważ każdorazowe rozboje i kradzieże znajdywały swoich oprawców. Romów zaczęto wieszać i palić na stosach za sprawą przypisywanych, magicznych umiejętności. Wkrótce i w Królestwie Polskim pojawiały się, początkowo nieoficjalne, pisma sprzeciwiające się ich obecności. Interesujące jest pierwsze rozwiązanie sugerowane przez autora Bielskiego, jakoby Cyganie mogliby być skuteczną barierą na granicy wschodniej. Prawdopodobnie nie upatrywał w nich wojów, a raczej żywił nadzieję, że Romowie staną się problemem dla Tatarów. Jego dzieło jest jednym z pierwszych z takich dokumentów. „Kronika wszystkiego świata na sześć wieków...” została napisana w 1551 roku, przez Marcina Bielskiego, a oto jej fragment:
„Widząc wielkie złodziejstwo przez łotry Cygany, Osadzajmy je w polach od tatarskiej ściany. Zbudowawszy im twierdze, dla swych zachowania, niechaj by tatarskiego strzegli przebywania. Żywnością je opatrzyć, przyjdzie im to snadnie, zdobywać sie na konie. Tatarom niech kradnie”.
Drugi pochodzi z 1557 roku i jest pierwszą, oficjalną ustawą dotyczącą Cyganów, podpisaną na Sejmie Warszawskim:
„Cyganie albo ludzie niepotrzebni będą przez nas z ziemie wywołani i na potem nie mają być do niej przyjmowani”.
Trzeci jest pewnego rodzaju uzupełnieniem tej drugiej, pochodzi z roku 1565 i został zapisany podczas Sejmu Piotrkowskiego:
Iż się przez Cygany w Koronie siła złego dzieje, przeciwko tym Statut Warszawski 1557 (...) rozkazujemy, aby ich koniecznie już od tego czasu w Koronie i wszystkich państwach naszych nie było”.
Niedługo trzeba było czekać na oficjalne stanowisko kraju, rosnąca niechęć zmusiła możnych na poważne kroki. Kolejne regulacje mające swoje owoce podczas sejmu Piotrowskiego, a także zapiski w II Statucie Litewskim sugerują nam, że problem w dalszym ciągu był żywy i nierozwiązany. Stawiano Cyganom warunki, dostosowania się do życia w Koronie lub banicja. Byli tacy którzy, którzy poddali się asymilacji, a nawet wstąpili do wojska. Ci, którzy jej nie ulegli posiadali status banity. Na więzienie lub karę narażeni byli już nie tylko sami Romowie, ale także, na mocy ustawy z 1578 roku, osoby, które im pomagały lub ukrywały ich.
Najprawdopodobniej między 1624 a 1652 rokiem został ustanowiony urząd króla cygańskiego, a jako pierwszy piastował go Matiasz Korolewicz mianowany w 1652 roku. Był on także wybrany jako pierwszy i jako ostatni przedstawiciel tej mniejszości etnicznej, ponieważ przy drugiej nominacji wybrano przedstawiciela ze szlachty. Urząd ten miał służyć podporządkowywaniu Romów przepisom administracyjnym i ich obronie przed szykanami. W źródłach natomiast zachowały się głosy jakoby byli despotyczni w stosunku do Cyganów i byli kimś na wzór policji. Nigdy też, jak pierwotnie zakładano ten urząd nie przypadł Romowi.
W grudniu 1791 roku, zaledwie 7 miesięcy po uchwaleniu Konstytucji 3 maja w oparciu o uchwały sejmu oraz konstytucję wydano uniwersał mówiący o Romach w Polsce, który został podpisany przez Michała Wandalina Mniszecha. Na jego mocy edykty z 1557, 1565 i 1578 roku przestały obowiązywać. Dzięki uniwersałowi Romom nie zagrażała banicja i mogli decydować się na osiadły tryb życia.
W okresie międzywojennym Polskę zamieszkiwało około 30 tysięcy Romów (dane z 1930 roku). Większość wędrowała taborami, część jednak prowadziła osiadły tryb życia, głównie w Małopolsce. W czasie II wojny światowej na ziemiach polskich doszło do masowej eksterminacji Romów przez III Rzeszę, nazwanej przez Romów Porajmos (rom. w dialekcie Kełderaszy: „zniszczenie” – por. Holokaust).
Po wojnie władze podjęły działania mające na celu tzw. produktywizację Romów i nakłonienie ich do osiedlenia się. W 1950 roku 2 tysiące Romów z Orawy, Spiszu i Podhala sprowadzonych zostało do Nowej Huty przez Jana Gila z Jurgowa, na budowę dzielnicy, Huty im. Lenina i do pracy w MPO. Przebywali w namiotach nad Dłubnią. 18 października 1950 pracownikom Zjednoczenia Budownictwa Mieszkaniowego Nowa Huta przyznano mieszkania w osiedlu A-Południe. W bloku numer 13 na osiedlu Willowym mieszkało 15 romskich rodzin (Oraczkowie, Gaborowie, Gilowie i Mirgowie), w sumie 53 osoby. Wójtem Romów był Karol Ruciański, a zastępcą Władysław Ciuroń. W 1951 roku kolejnej grupie Romów przydzielony został barak Państwowego Przedsiębiorstwa Robót Kolejowych nr 2 w Wyciążach. Wśród Romów pracujących w budownictwie mieszkaniowym słynna była brygada Walentego Gila (170% normy). Romowie zamieszkiwali też w barakach w Luboczy, którzy w 1950 roku byli absolwentami nauczania początkowego. Od 1952 roku istniał zespół artystyczny Romów w Zakładowym Domu Kultury HiL. Od 1998 roku 36 rodzin wyemigrowało do Wielkiej Brytanii. W 2003 roku w Nowej Hucie pozostało 600 Romów, największe ich skupiska znajdują się na osiedlu Ogrodowym, Willowym, Wandy. Działa Stowarzyszenie Romów Kraków-Nowa Huta (prezes Marian Gil). W 1950 została wydana instrukcja w sprawie rejestracji ludności cygańskiej; w 1952 Prezydium Rządu podjęło uchwałę w sprawie pomocy ludności cygańskiej przy przechodzeniu na osiadły tryb życia. Od 1964 zostały nasilone działania utrudniające Romom wędrowanie poprzez ostre egzekwowanie wobec nich ogólnie obowiązujących przepisów, głównie meldunkowych, sanitarnych, drogowych, dotyczących obowiązku szkolnego oraz zgromadzeń publicznych. W rezultacie liczba rodzin koczujących spadła z 1146 w 1964 do nieco ponad 200 w 1970. W 1976 wędrowało już tylko kilka taborów. Liczba Romów mieszkających dotąd w Polsce zmalała po 1989 w wyniku emigracji, przede wszystkim do krajów Europy Zachodniej i Północnej. Równocześnie można zauważyć napływ do Polski Romów głównie z Rumunii, ale także z Węgier. Cyganie z Rumunii i Węgier migrują do Polski jako bazy wypadowej do Europy Zachodniej, udając się do takich miejsc jak Niemcy czy Francja. Dziś, podobnie jak wcześniej, rozbicie na wiele grup i liczne antagonizmy nie sprzyjają działaniom elit romskich w obronie praw obywatelskich i etnicznych.

## Kultura
Kultura romska znana była w Polsce od XV wieku przede wszystkim ze względu na swą bogatą tradycję muzyczną oraz rzemiosło kowalskie. W 1979 roku w Muzeum Okręgowym w Tarnowie powstał osobny dział gromadzący zbiory, dokumentację naukową oraz ikonografię dotyczącą kultury i historii Romów. Powszechnie uznanym badaczem folkloru cygańskiego był Jerzy Ficowski, nestor polskiej cyganologii, który m.in. spolszczył poezję Papuszy. Wydawane są miesięczniki Rrom p-o Drom i Dialog-Pheniben.
Największe imprezy kulturalne i uroczystości Romów w Polsce:
- Międzynarodowe Spotkania Zespołów Cygańskich Romane Dyvesa w Gorzowie Wielkopolskim,
- Międzynarodowy Festiwal Piosenki i Kultury Romów w Ciechocinku,
- Międzynarodowy Tabor Pamięci Romów Tarnów – Szczurowa,
- Obchody Międzynarodowego Dnia Romów,
- Obchody rocznicy likwidacji tzw. Zigeunerlager na terenie b. KL Auschwitz-Birkenau,
- Otwarcie i zamknięcie Sezonu Cygańskiego w Muzeum Ziemi Tarnowskiej (daw. Okręgowym) w Tarnowie.

## Grupy Romów w Polsce
Tradycyjnie wyróżnia się cztery zasadnicze językowo-etnograficzne grupy Romów mieszkających w Polsce:
- Polska Roma, inaczej Polscy Cyganie Nizinni, których dialekt należy do północno-wschodniej gałęzi języka romani, do niedawna jeszcze prowadzący koczowniczy tryb życia głównie na terytorium kraju. Ich tradycyjnym wyznaniem jest katolicyzm.
- Bergitka Roma lub Polscy Cyganie Wyżynni, Cyganie Karpaccy – mieszkający na Pogórzu Karpackim oraz w Kotlinie Kłodzkiej, mówiący dialektem z centralnej grupy dialektów języka romskiego. Grupa ta, stosunkowo najgorzej sytuowana materialnie, już od XVII wieku prowadzi osiadły tryb życia, przez co nie jest ona często szanowana przez inne grupy. Tradycyjnie wyznają katolicyzm.
- Kełderasze, inaczej Kalderasze, rom. Kalderaša (dosł. „Kotlarze”, od rum. căldare „kocioł”) – pochodzący z terenów Mołdawii i Wołoszczyzny, skąd w połowie XIX wieku rozpoczęli dalekie wędrówki po Europie i innych kontynentach. W latach międzywojennych wywierali bardzo duży wpływ na inne grupy Romów w Polsce, gdyż to właśnie spośród nich wywodziła się większość tzw. królów cygańskich. Dziś większość z nich mieszka za granicą. Ich tradycyjne wyznanie stanowi prawosławie. Używają dialektu języka romskiego należącego do grupy dialektów vlax-północnych.
- Lowarzy, rom. Lovara, Lovari (dosł. „Koniarze”, od węg. ló „koń”) – pochodzący z Siedmiogrodu, podobnie jak Kełderasze prowadzący od połowy XIX wieku dalekie, transkontynentalne wędrówki. Stanowią stosunkowo najlepiej sytuowaną materialnie grupę Romów, która w latach 90. XX wieku najprawdopodobniej w całości wyemigrowała z kraju. Tradycyjnie wyznawcy katolicyzmu oraz prawosławia. Używają dialektu języka romskiego należącego do grupy dialektów vlax-północnych.

Mniejsze grupy Romów, istniejące w Polsce po II wojnie światowej, to:
- Chaładytka Roma, rom. Xaladytka Roma, inaczej Romowie Rosyjscy (od rom. xalado „Rosjanin”, „żołnierz”) tradycyjnie wyznający prawosławie, mówiący dialektem północno-wschodniej gałęzi języka romani.
- Sasytka Roma (dosłownie: „Romowie Niemieccy”) – grupa Polskich Cyganów Nizinnych, która w XIX wieku uległa wpływom kultury niemieckiej.
- Sinti – nieokreślająca się mianem Romów grupa, mówiąca dialektem północno-zachodniej gałęzi języka romani, żyjąca głównie na terenie Niemiec. Podobnie jak poprzedni – tradycyjnie katolicy oraz luteranie.

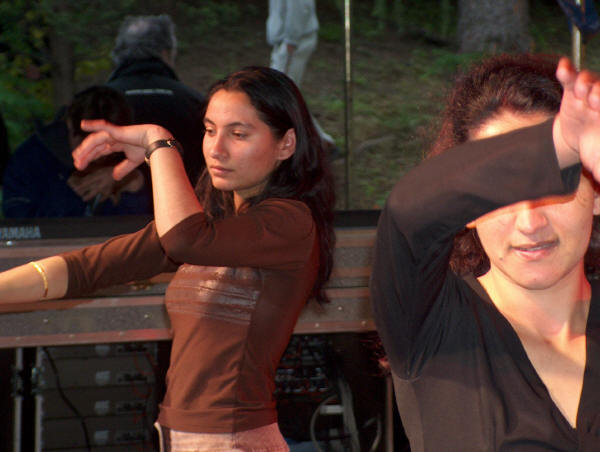
Romskie dziewczyny podczas zajęć tanecznych.

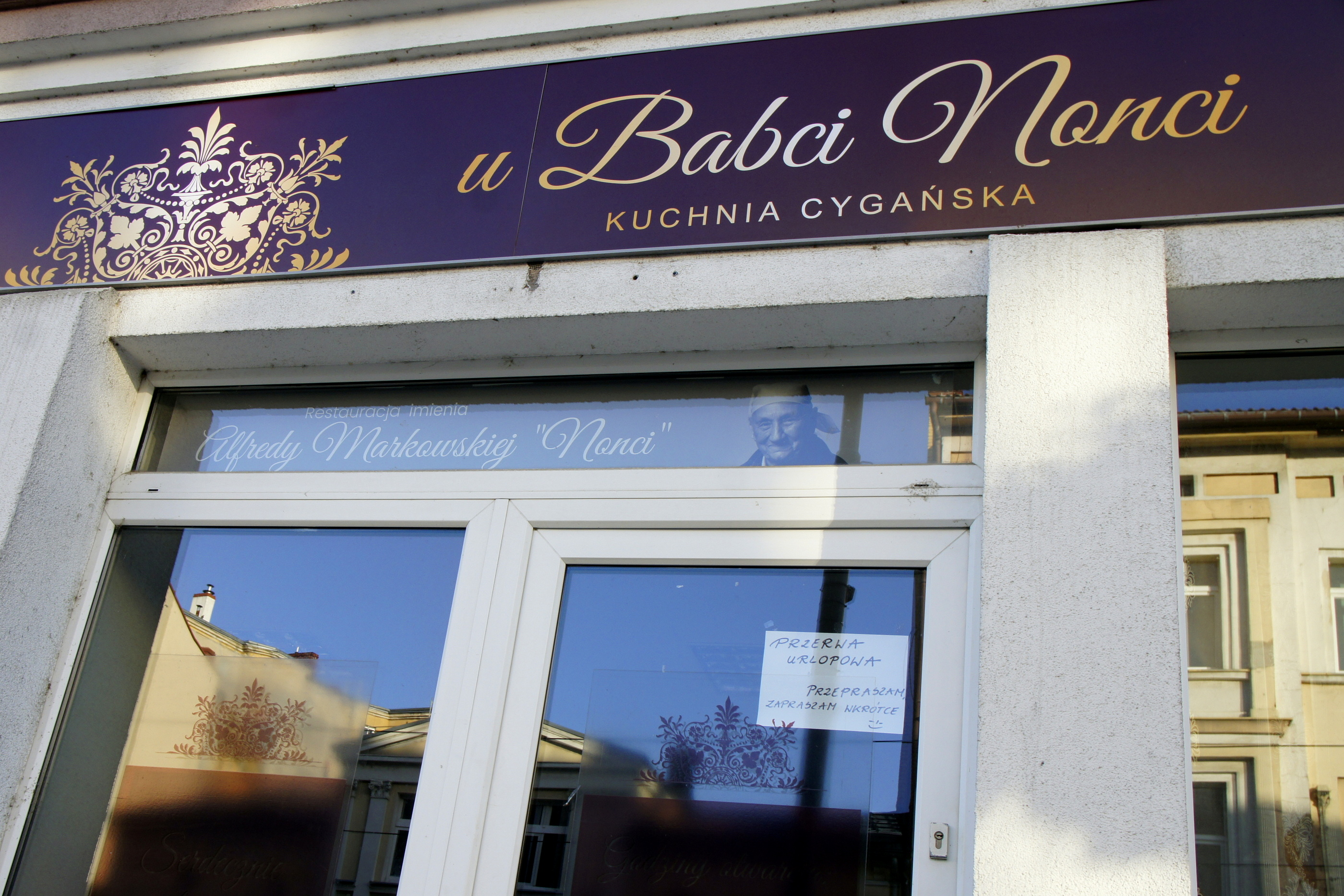
Gorzów Wlkp., romska restauracja

- Wurdonara Roma, rom. Vurdonara Roma, inaczej „Sanocka Roma”, „Cyntury” – mówiący dialektem z centralnej grupy dialektów języka romskiego, od innych Romów Karpackich różniący się tym, iż jeszcze do niedawna nie prowadzili osiadłego trybu życia.

Ponadto na terenie Polski czasowo przebywają imigranci o nieuregulowanym statusie narodowości i pochodzenia romskiego przybyli z Rumunii oraz Mołdawii, nieposiadający obywatelstwa polskiego, których liczba jest trudna do oszacowania.
Romowie jako naród nie wyznają jednolitej religii. W zależności od miejsca osiedlenia na przestrzeni wieków przyjmowali dominującą na danym obszarze religię. Asymilacja religijna społeczności romskiej była warunkiem przetrwania grupy i uniknięcia prześladowań na tle wyznaniowym. Stąd Romowie w Polsce w zdecydowanej większości przynależą do Kościoła katolickiego. Są jednak wśród nich również wyznawcy prawosławia, członkowie Kościoła Zielonoświątkowego (Nowy Targ – Szaflary, Bystrzyca Kłodzka, Zabrze, Kamienna Góra, Nowa Sól) oraz Świadkowie Jehowy (grupy w Bydgoszczy, Ełku, Kędzierzynie-Koźlu, Opolu Lubelskim i Puławach).

## Problemy społeczne Romów w Polsce
Regularną nauką nieobjętych jest około 30% dzieci, co spowodowane jest zarówno uznawaniem przez rodziców jedynie tradycyjnych wartości kultury romskiej, brakiem znajomości języka polskiego wśród najmłodszych, jak też znacznym ostracyzmem społecznym oraz obawą przed szykanami w szkole. Odsetek ten waha się jednak znacznie wśród różnych grup, w Suwałkach zaś działa jedyna w Polsce szkoła ucząca w romani, której założycielami byli Jerzy Zawadzki i Jacek Milewski. W 2007 w Gorzowie Wlkp. został wydany pierwszy podręcznik dla dzieci w wieku wczesnoszkolnym, posługujących się dialektem Polska Roma, pt. „Miri szkoła – Romano elementaro” opracowany przez Karola Parno Gierlińskiego. W 2008 ukazało się drugie, poszerzone i poprawione wydanie tego podręcznika oraz jego adaptacja dla dzieci używających dialektu Bergitka Roma pt. „Miri szkoła – Romano elementaris”.
Większość problemów polskich Romów związana jest z istniejącymi w wielu społeczeństwach Europy (w tym także w polskim) stereotypami antycygańskimi oraz długą historią prześladowań, także najnowszą (patrz: konflikt mławski). W Polsce w badaniach dotyczących stosunku do innych narodów Romowie znaleźli się na ostatnim miejscu. Działania na rzecz integracji z resztą społeczeństwa podjęte po 1989 przynoszą na razie ograniczone efekty, bowiem czas jest jeszcze zbyt krótki, aby pogrzebać wielowiekowe resentymenty po obu stronach. Wielu Romów nie korzysta z tej szansy, wybierając emigrację oraz integrację w nowym społeczeństwie.
Negatywne doświadczenia oraz uprzedzenia często hamują więc chęć zdobywania nietradycyjnego wykształcenia czy angażowania się w sprawy ogólnospołeczne oraz pociągają za sobą dużą nieufność wobec „nie-Romów” (gadziów). Wielkie znaczenie ma też fakt, iż w wielu grupach Romów możliwość przekwalifikowania zawodowego jest ograniczona jedynie do profesji tradycyjnych, które niegdyś były zajęciami niszowymi, lecz dziś zapotrzebowanie na takie usługi jest niewielkie (np. kowalstwo, handel końmi itp.), co w połączeniu z ograniczeniem w dostępie do edukacji (patrz wyżej) skazuje wiele osób na marginalizację oraz imanie się zajęć o charakterze przestępczym.

## Działające w Polsce organizacje romskie
- Centralna Rada Romów,
- Europejskie Towarzystwo Edukacji i Kultury Romów z siedzibą w Ciechocinku,
- Stowarzyszenie Romów w Polsce,
- Centrum Kultury Romów w Polsce – Stowarzyszenie Kulturalno-Społeczne z siedzibą w Tarnowie,
- Stowarzyszenie Mniejszości Narodowej Cyganów RP „Solidarność” z siedzibą w Kielcach,
- Stowarzyszenie Mniejszości Narodowej Romów „Roma Union” z siedzibą we Włocławku,
- Stowarzyszenie Romów w Limanowej,
- Towarzystwo Społeczno-Kulturalne Romów w RP w Kędzierzynie-Koźlu,
- Związek Romów Polskich w Szczecinku,
- Centrum Doradztwa i Informacji dla Romów w Polsce z siedzibą w Łodzi,
- Małopolskie Stowarzyszenie Romów w Andrychowie,
- Stowarzyszenie „Nowa Roma” z siedzibą w Lublinie,
- Stowarzyszenie Kobiet Romskich w Polsce z siedzibą w Krakowie,
- Towarzystwo Krzewienia Kultury i Tradycji Romskiej „Kałe Jakha” z siedzibą w Krakowie,
- Stowarzyszenie Romów w Krakowie,
- Stowarzyszenie Romów w Polsce „Czerchań” z siedzibą w Bytomiu,
- Stowarzyszenie Społeczności Romskiej „Familia” w Tarnowie,
- Stowarzyszenie Romów w Stalowej Woli,
- Stowarzyszenie Kultury Romskiej „Hitano” w Olsztynie,
- Stowarzyszenie Twórców i Przyjaciół Kultury Cygańskiej z siedzibą w Gorzowie Wielkopolskim,
- Stowarzyszenie Mniejszości Narodowej „ROM” w Lublinie,
- Radomskie Stowarzyszenie Romów „Romano Waśt” (Pomocna Dłoń) w Radomiu[16],
- Stowarzyszenie Kultury i Edukacji Romów w Prudniku[17].

## Media
Telewizja Polska S.A. Program 2 od 1997 roku transmituje Międzynarodowe Festiwale Piosenki i Kultury Romów, których twórcą i pomysłodawcą jest Don Wasyl Szmidt, Prezes Europejskiego Towarzystwa Edukacji i Kultury Romów z siedzibą w Ciechocinku.
TVP Białystok nadaje raz w miesiącu program o tematyce związanej z mniejszością romską pt. My Romowie (dawniej w programie wszystkich mniejszości narodowych i etnicznych na Podlasiu pt. Sami o sobie).
Najważniejsze tytuły prasowe:
- „Romano Atmo” – dwumiesięcznik,
- „Dialog-Pheniben” – kwartalnik,
- „Kwartalnik Romski” – kwartalnik (2010–2015)[18].